# Philip de Langes Allé
Philip de Langes Allé er en allé på Frederiksholm i København, opkaldt efter arkitekten og bygmesteren Philip de Lange (1704–1766). De Lange var en af 1700-tallets mest betydningsfulde arkitekter i Danmark og stod bag flere markante bygninger i København, særligt på Holmen.

## Vejens historie og omgivelser
Vejen blev navngivet i 1996, blandt andet fordi Kunstakademiets Arkitektskole ligger ved Philip de Langes Allé.
Langs vejen findes to historiske kontorbygninger:
- Nordre Kontor, opført i 1863
- Søndre Kontor, opført i 1883

Bag Nordre Kontor ligger en marketenderibygning fra 1932, som i dag fungerer som kantine for arkitektskolen.
I gården bag kontorbygningerne står en buste af kong Frederik IX.

## Schifters Kvarter
På sydsiden af vejen ligger Schifters Kvarter, et boligbyggeri opført i 2002 og tegnet af arkitektfirmaet Bornebusch. Kvarteret er opkaldt efter Andreas Schifter (1779–1852), der var admiral og overekvipagemester på Holmen. En buste af Schifter er opstillet ved Philip de Langes Allé.
- Philip De Langes Allé 3
- Philip De Langes Allé 9A